# Glenlivet
The Glenlivet Distillery er et destilleri i Moray i Skotland i distriktet Speyside. Det er det ældste legale whiskydestilleri i Skotland, grundlagt i 1824. Glenlivet er opkøbt af franske Pernod Ricard. Produkterne er af typen skotsk single malt whisky, 
Destilleriet er en del af Scotland's Malt Whisky Trail.